# Abbaye de Belleperche
Pour les articles homonymes, voir Belleperche.
L’abbaye de Belleperche est un ancien monastère cistercien, situé à Cordes-Tolosannes, dans le département de Tarn-et-Garonne (France). Fondée au XIIe siècle et reconstruite au XVIIIe, elle fut fermée à la Révolution française. Ses bâtiments abritent aujourd'hui un musée des arts de la table.

## Historique

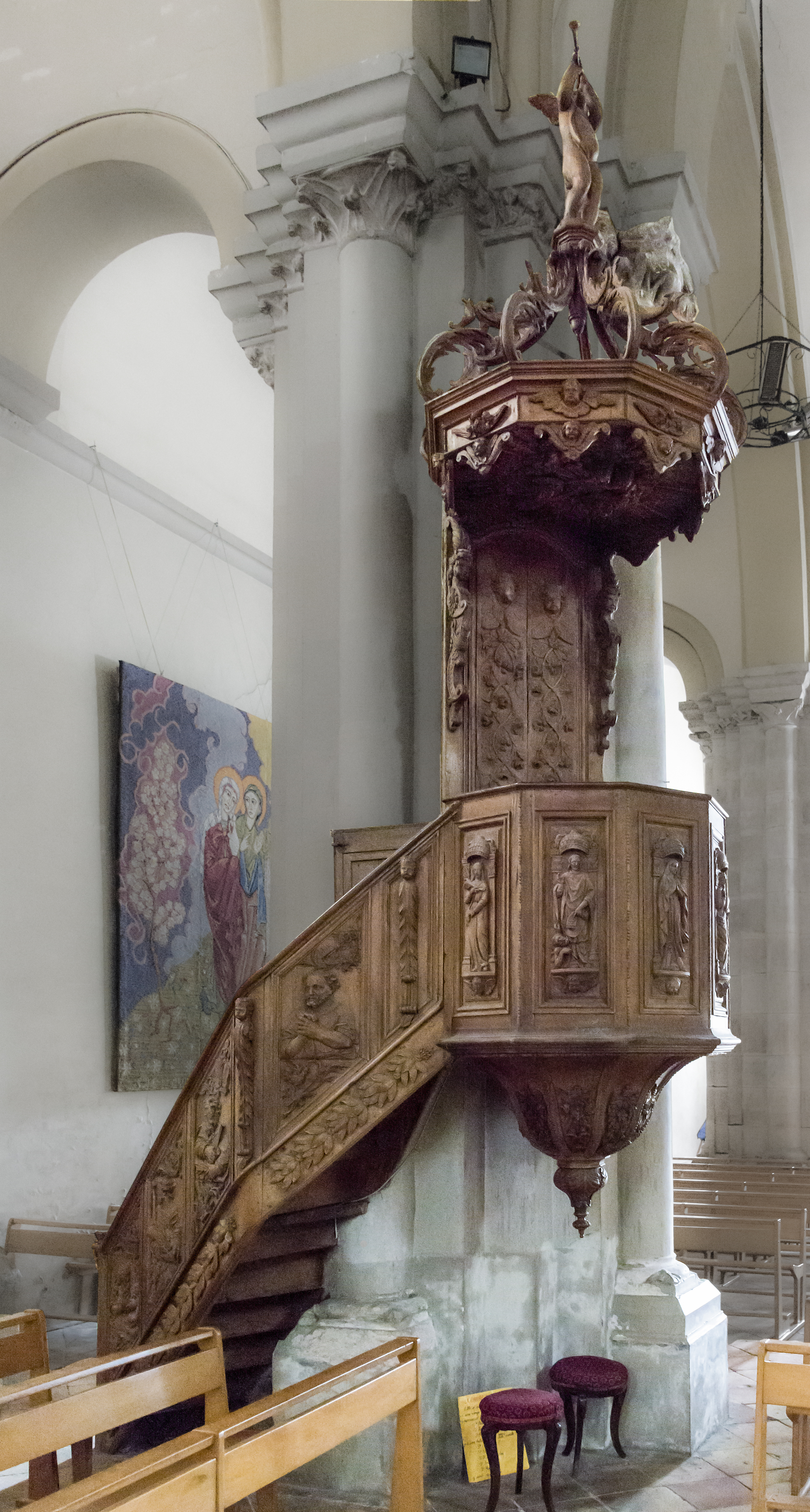
Chaire de l'église Saint-Sauveur de Castelsarrasin.

Entre 1130 et 1140 un domaine est offert par la famille d’Argombat (ou d'Argoumbat) pour la fondation d’un monastère. Les moines, envoyés par saint Bernard arrivent de Clairvaux en 1143. Ainsi Belleperche est une fondation directe de l’abbaye de Clairvaux dont elle est la 44e fille, sous l'appellation de Bella Pertica. Plus tard le monastère est déplacé pour être construit au bord de la Garonne. 
Avec ses nombreuses granges (dont Angeville), vignes et fermes assurant sa prospérité, l’abbaye devient importante et puissante.  De nouveaux bâtiments sont construits à partir de 1230. L’abbaye devient un des plus grands monastères en Languedoc. À son apogée, elle compte jusqu'à 80 moines.
Le régime de la commende introduit en 1454 ne fait qu’accélérer un déclin déjà perceptible. Cela n’empêche pas de nouvelles constructions, en plus luxueux et confortable, d’un palais abbatial (1563), bientôt endommagé lors des guerres de religion en 1572. Nouvelle restauration du monastère entre 1604 et 1614. L’endroit est prisé par la haute société comme ‘résidence de campagne’. Des festins au grand raffinement gastronomique, y sont organisés.

## Architecture et description
Les événements liés à la Révolution française entraînent la fermeture du monastère déjà religieusement moribond en 1791. Par la suite, il est utilisé comme simple château, avec dépendances agricoles. Les bâtiments inutiles sont démolis ou sont laissés à l’abandon. Plusieurs éléments mobiliers ont été dispersés, et sont répertoriés au titre des monuments historiques comme la chaire de l'église Saint-Sauveur de Castelsarrasin et l'ensemble du maître-autel. Devenue propriété du conseil général de Tarn-et-Garonne en 1983, l’abbaye est restaurée. Ses bâtiments abritent aujourd'hui les collections d’un musée des arts de la table.
Par arrêté du 29 mai 2001, les restes de l'ancienne abbaye, ainsi que sa fontaine, sont classés au titre des monuments historiques.

### Eléments dispersés
Clef de voûte de l'église abbatiale, cinq des six clefs de la salle capitulaire et des chapiteaux de son portail, carreaux de terre cuite, des années 1280-1290, incrustés de motifs garnis de terre blanche, installés autour de la dalle funéraire de l'abbé Guilhem de Jauffre ; pierre tombale de l'abbé Jean de Cardaillac (1484-1543), abbé du lieu et de Saint-Géraud d'Aurillac en 1530. Dépôts de la Société archéologique au musée Ingres-Bourdelle à Montauban qui sauva ces éléments des destructions qui touchèrent l'abbaye au XIXe siècle.
En 2022, un culot du réfectoire représentant une manticore est proposé à la vente par la galerie londonienne Sam Fogg : vendu après la première guerre mondiale à la galerie Brimo de Laroussilhe, il fut acquis ensuite par Joseph Brummer et quitta alors la France pour New York. Acquis ensuite en 1949 par le Metropolitain Museum of Art, il fut revendu par ce dernier en 2004. 

## Filiation et dépendances
Belleperche est fille de l'abbaye de Clairvaux
- Moulin à eau de la Théoule

## Liste des abbés
- Aymar : signalé en 1144-1145 puis en 1150 dans les textes de l'abbaye féminine de Fabas en Comminges.
- Alquier : apparaît dans les textes en 1164, ultime mention connue en 1190.
- Bernard : apparaît en 1191, dernière mention en 1193.
- Arnaud-Gaubert : 1193, dernière mention supposée en 1202.
- Hugues : unique mention connue en 1206. Il était prieur de l'abbaye en 1202.
- Pierre : unique mention en 1210.
- Bernard-Guillaume d'Escampech : première mention en 1215, était encore abbé en 1225.
- Étienne : première mention en 1231, la dernière en 1245.
- Laurent : unique mention en 1246.
- Gilles : 1251-1255.
- Simon : 1256-1259.
- Guilhem Jauffre : originaire de Couze-et-Saint-Front, signalé parmi les moines en 1252, première mention comme abbé en 1263, devient évêque de Bazas en 1294, décédé le 2 mars 1299. C'est autour de la dalle funéraire en marbre de son caveau que furent réalisés les carreaux de terre cuite des années 1280-1290. Il fit poser dans l'abbatiale un pavement dont la particularité est de compter une poignée de carreaux, témoignant d'essais réalisés selon la technique de la faïence, en cours de diffusion dans le sud[9]. C'est sous son abbatiat que  Bella Pertica, fut associée en 1272 à l'équipe de juristes chargée de mener à bien l'intégration du Comté de Toulouse au royaume de France, et de défendre les intérêts du roi. En février 1294 l'abbé Jauffre se rendit à Saint-Macaire afin de signifier aux Anglais la confiscation du duché d'Aquitaine par le roi de France Philippe IV le Bel. Pour récompense, il fut nommer évêque de Bazas en 1294[10]. Il mourut le 2 mars 1299 et fut inhumé dans l'abbaye.
- Elie Jauffre : 1294-1296.
- Gautier Levert : originaire de Clérans en Périgord, 1296. Dernière mention en 1317.
- Bertrand de Servola : première mention en 1323. Dernière mention en 1344.
- Raymond d’Audebert d’Arbéliac : 1350-1361.
- Géraud Cancel : abbé de Beaulieu placé à la tête de Belleperche par le pape, 1361. Dernière mention en 1379.
- Seguin de Rozet : première mention en 1383, la dernière en 1393.
- Jean de Saint-Sardos : apparaît en 1407 dans les textes, meurt entre 1450 et 1454.
- Guillaume Acher : mentionné en 1454. Démissionne en 1464. Dernier abbé régulier.
- Jean de Saint-Étienne : nommé abbé commendataire en 1454, prend officiellement l'abbatiat en 1464, meurt en 1485.
- Jean de Luc : 1483-1485, désigné abbé provisoire par l'ordre de Cîteaux après excommunication du précédent.
- Jean de Cardaillac-Saint-Cirq : 14 octobre 1485, mort le 28 novembre 1543, abbé commendataire également de l'abbaye Saint-Géraud d'Aurillac, sa pierre tombale est déposée au musée Ingres-Bourdelle de Montauban. De 1530 à 1543, il mène de gros travaux sur l'église de sa seconde abbaye et fait fabriquer un reliquaire d'argent pour les reliques de saint Géraud.
- Pierre II du Châtel : 1544-1551.
- François de Faucon : 1551-fin de 1553.
- Cardinal Charles de Bourbon-Vendôme : début de 1554-1557.
- Cardinal Georges d'Armagnac : 1557-été 1566.
- Jean Barthe, curé de Saint-Sulpice (Lot) : 19 juillet 1570-26 février 1572. Abbé de paille pour Jean Hébrard de Saint-Sulpice, véritable bénéficiaire de l'abbatiat.
- Antoine Hébrard de Saint-Sulpice : 25 mai 1572-1578. Fils de Jean Hébard de Saint-Sulpice. Exerce l'abbatiat pour le compte de son père.
- Cardinal Georges d'Armagnac, second abbatiat : 1578-1585.
- Jean Barthe, second abbatiat : 1585-1589/1591.
- Jacques de Géraud : 1592 - dernière mention en 1612.
- Géraud de Cessac : connu seulement en 1617.
- Jean-Bertrand de Carminade : 1618-1656 ou 1658.
- Pierre de Bertier, évêque de Montauban : 1656-1670.
- David-Nicolas de Bertier : 1671 - mort le 20 août 1719.
- Antoine Aubert, abbé par intérim : 1719-1721.
- Charles Gaspard Guillaume de Vintimille du Luc : 8 janvier 1721, mort le 13 mars 1746.
- Jean Henri Félix de Fumel : 25 juin 1746-fin 1752.
- Henri Joseph de Montlezun : 10 février 1753-1781.
- Anne-François-Victor Le Tonnelier de Breteuil, évêque de Montauban : 22 octobre 1781-1790.